# Ernst Friedrich Müller
Ernst Friedrich Müller (* 23. Dezember 1891 in Berlin; † 11. September 1971 in New York City) war ein deutscher Internist.

## Leben
Müller war ab 1919 Assistent in der Inneren Klinik bei Hugo Schottmüller in Hamburg und ab 1925 Oberarzt der Poliklinik der Universität Hamburg. Daneben war er Chefarzt des Krankenhauses Jerusalem. Im Jahre 1923 wurde er Privatdozent und 1927 nicht beamteter außerordentlicher Professor. 1934 wurde ihm die Lehrbefugnis entzogen und 1933 gekündigt. Er emigrierte 1933 in die USA und wurde Lektor an der Columbia University in New York. In den USA änderte er seinen Namen in Muller ab.